# Gustav Adolf Neuber

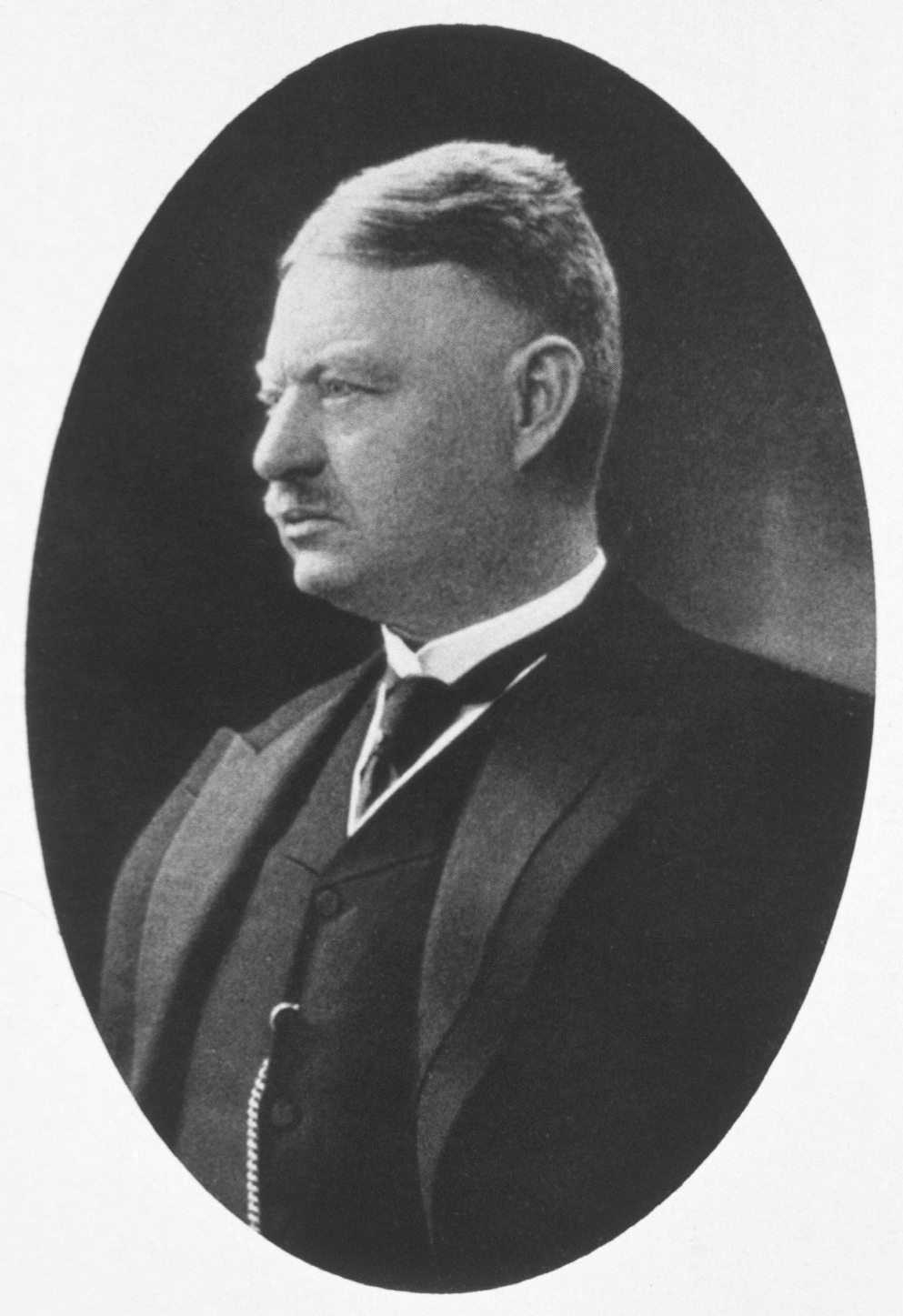
Gustav Adolf Neuber, um 1900

Gustav Adolf Neuber (* 24. Juni 1850 in Tondern, Herzogtum Schleswig; † 13. April 1932 in Kiel) war ein deutscher Chirurg und Hochschullehrer. Er praktizierte als Erster in Deutschland die Asepsis im Operationssaal und stellte in einer Publikation 1886 als Modell ein antiseptisches Hospital mit abwaschbaren Operationsräumen, getrennten Operationssälen für infektiöse und nicht infektiöse Patienten, Versorgung mit sterilem Wasser sowie spezieller Vorbereitung von Personal und Kranken vor der Operation vor.

## Leben
Gustav Neubers Eltern waren der gleichnamige Apotheker aus Meldorf und die Kielerin Fanny geborene Schweffel. Die Familie Schweffel war eine prominente Familie in Kiel. Neubers Großvater, Senator Johann Schweffel, besaß mit August Howaldt die Maschinenbauanstalt und Eisengießerei Schweffel & Howaldt, aus der später die Howaldtswerft hervorging. Neuber war das dritte Kind seiner Eltern, die nur bis 1853 in Tondern blieben und von dort nach Uetersen zogen. Seine Schulzeit verbrachte Gustav Adolf Neuber in Meldorf und Altona, wo er auf dem Christianeum das Abitur bestand. Anschließend nahm er als Einjährig-Freiwilliger am Deutsch-Französischen Krieg (1870–1871) teil. Hier diente er im 2. Westfälischen Husaren-Regiment Nr. 11. Nach dem Krieg studierte er Medizin zunächst an der Eberhard Karls Universität Tübingen und der Universität Leipzig. Er wurde im Corps Franconia Tübingen und im Corps Saxonia Leipzig aktiv. Als Inaktiver wechselte er an die Friedrichs-Universität Halle, die Universität Wien und die heimatliche Christian-Albrechts-Universität zu Kiel. Am 8. März 1875 promovierte er in Gießen. Ende 1875 bestand er in Kiel das medizinische Staatsexamen.
Nach einem Intermezzo als Oberstabsarzt der serbischen Armee im Serbisch-Osmanischen Krieg 1876 kehrte er nach Kiel zurück. An der Chirurgischen Universitätsklinik wurde er erster Assistent bei Friedrich Esmarch.
1878 heiratete Neuber die Deutsch-Australierin Anna Koch, Tochter eines Werftbesitzers aus Sandhurst. Mit ihr hatte er vier Kinder: Fritz (* 1879), Carl-Ernst (1883–1946), Anna Maria (* 1886) und Otto (1888–1916). In den letzten Jahren seines Lebens litt Neuber an zunehmender Demenz. Er starb im 82. Lebensjahr an Lungenentzündung und wurde auf dem Südfriedhof (Kiel) beerdigt.

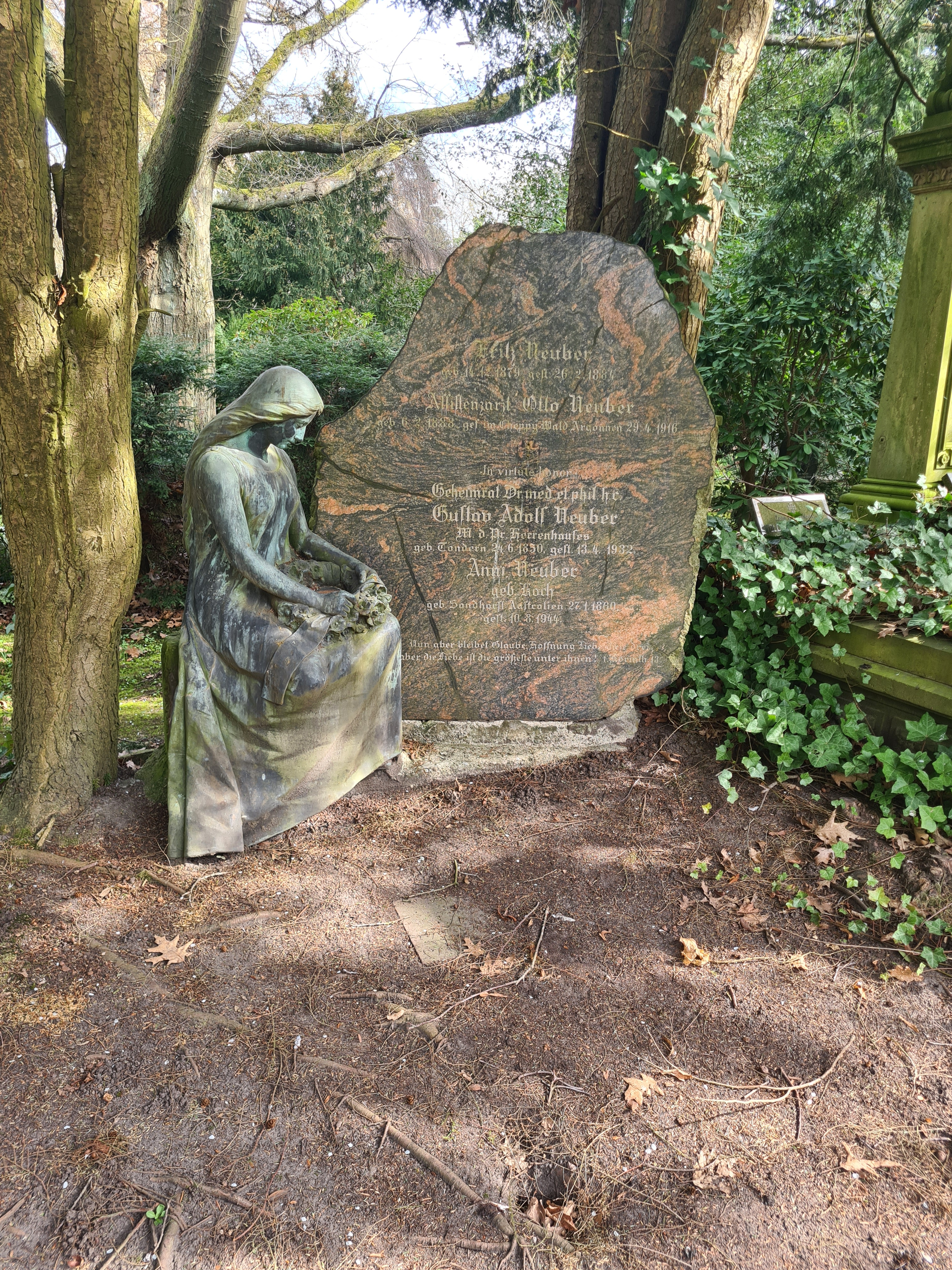
Das Grab von Gustav Adolf Neuber und seiner Ehefrau Anna (Anni) geborene Koch auf dem Südfriedhof in Kiel

## Wirken
Neuber reichte 1878 seine Habilitation unter Esmarchs Leitung ein. Das Thema seiner Habilitationsschrift betraf Operationen unter künstlicher Blutleere am Unterarm. Nach Erteilen der Venia legendi vertrat er Esmarch regelmäßig bei Abwesenheit. Dies bedeutete nicht nur Urlaubsvertretung, sondern auch bei Anlässen wie auswärtige Vorträge, Kongressbesuche oder Esmarchs häufige Aufenthalte in Kurbädern, wie den Fakultätenbüchern jener Zeit zu entnehmen ist.
Neubers Forscherdrang ging anfangs in viele Richtungen. Eine herausragende Stellung nahm eine Veröffentlichung über den aseptischen Dauerverband (1881) ein, für die er in der zeitgenössischen Fachwelt bekannt wurde. Von 1883 bis 1885 verfasste er bedeutende Arbeiten zum Ausbau der antiseptischen und aseptischen Methoden. 1884 propagierte er erstmals in einer Veröffentlichung die Benutzung getrennter Operationsräume für „septische“ und „nicht septische“ Operationen und schlug vor, diesen Grundsatz bei der Anlage neuer Hospitäler zu berücksichtigen. Ein Bauplan für ein solches Modell-Krankenhaus, der unter Neubers Anleitung von dem Baumeister von Müller entworfen worden war, wurde 1884 auf der Hygiene-Ausstellung in Berlin gezeigt.
Das Operieren unter dem Lister’schen Karbolspray, das die Keime im Operationsgebiet abtöten und so Wundinfektionen verhindern sollte, war die Standardmethode zur Zeit, als Neuber erster Assistent bei Esmarch war. Es stellten sich jedoch auch die Nachteile des Karbolsprays heraus. Neuber machte daraufhin Versuche mit Alternativlösungen ohne Karbol, zuerst mit Bor-Salizyllösung, und ging schließlich dazu über, nur noch 0,6%ige Kochsalzlösung zu verwenden (1884).
Inspiriert von der berühmten Arbeit Untersuchungen über die Äthologie der Wundinfektionskrankheiten von Robert Koch aus dem Jahr 1878 war Neuber davon überzeugt, dass diese Erkenntnisse für die Behandlung infizierter Wunden und die Ausschaltung der Infektion während der Operation nutzbar gemacht werden müssten. So legte er großen Wert auf peinlichste Sauberkeit der Instrumente, des Inventars und der Kleidung der Operateure. Ebenso entwickelte er eine neue Konstruktion für Operationsinstrumente, die nun durch Auskochen sterilisiert werden konnten. Des Weiteren setzte er durch, dass das Verbandsmaterial vor dem Gebrauch sterilisiert werden musste.

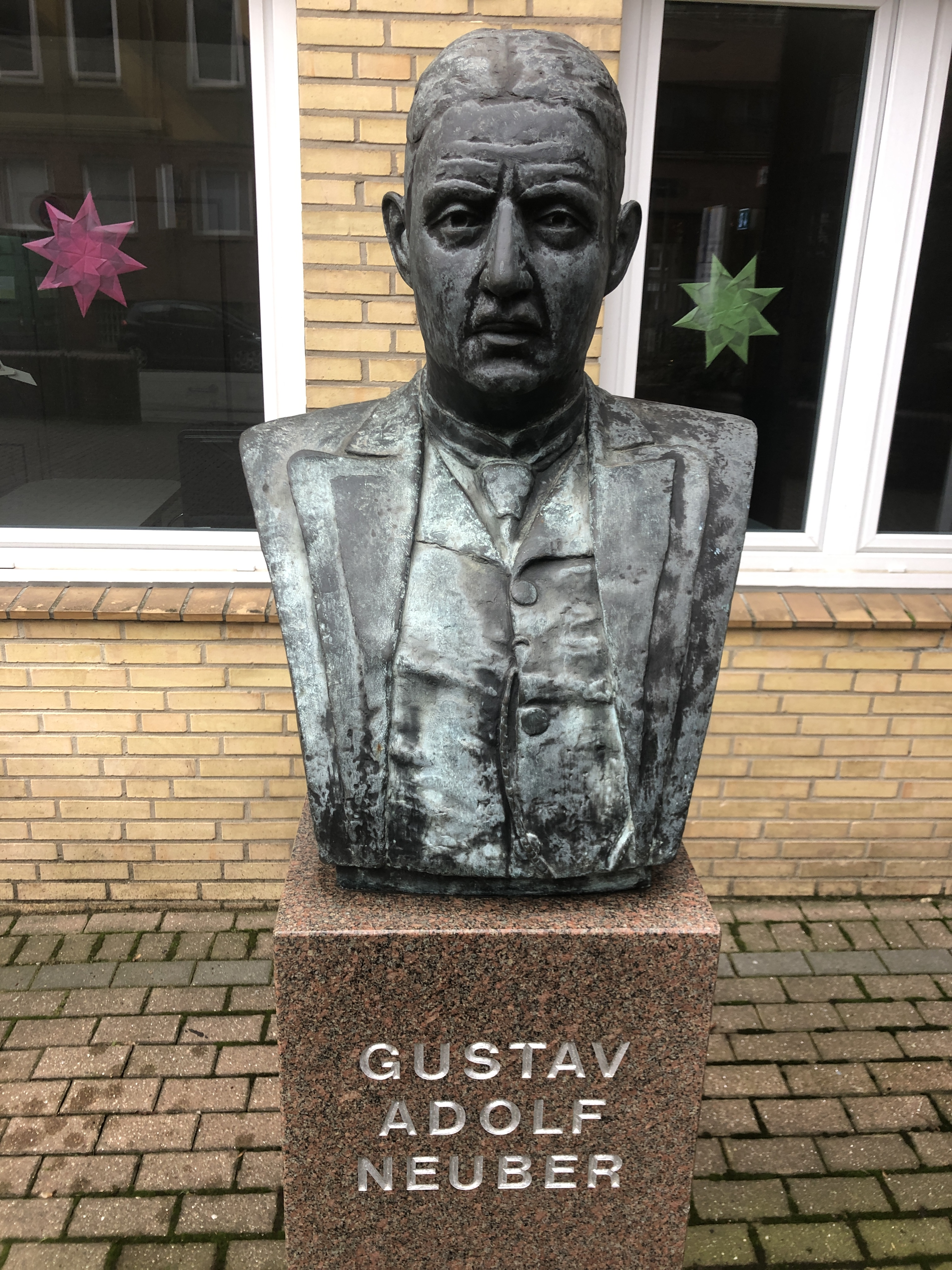
Büste von Gustav Adolf Neuber vor dem Sankt-Elisabeth-Krankenhaus in Kiel

Seine Vorschläge zum Bau neuer Operationsräume in der Chirurgischen Universitätsklinik wurden bei der Renovierung zwar teilweise befolgt, die von ihm geforderte Trennung zwischen septischen und aseptischen Operationen aber nicht. Auch seine Vorschriften für das OP-Personal, sich vor der Arbeit zu waschen, wurden immer wieder umgangen. Schließlich führten Meinungsverschiedenheiten mit von Esmarch und Missverständnisse dazu, dass Neuber seine Stellung in Esmarchs Klinik 1883/84 aufgab. Als Privatdozent hielt er jedoch noch bis 1891 Lehrveranstaltungen an der Universität ab.
Nach 1884 eingetretenen ersten Erfolgen seiner Ideen in einem neugebauten Krankenhaus in Gaarden eröffnete Neuber 1886 seine eigene (mit dem Geld seiner Frau) neugebaute Privatklinik am Königsweg Nr. 8 in Kiel. Er selbst wohnte mit seiner Familie am Königsweg 4 und hatte in seinem Wohnhaus auch die Patienten der ersten Klasse untergebracht.
Dieser Schritt leitete in der Chirurgie und dem Krankenhauswesen eine neue Zeit ein. Denn die Klinik besaß besondere Be- und Entlüftungssysteme sowie spezielle Heizungs- und Entwässerungsanlagen. Fünf Operationssäle standen zur Verfügung, mit überall möglichst glatten Flächen, in die Wände eingebauten Glasschränken, abwaschbaren Kachelwänden, Waschräumen für das Operationspersonal und strikter Trennung zwischen septischer und aseptischer Abteilung.
Mit diesen Maßnahmen verwirklichte er als erster die heutigen Prinzipien der Asepsis und sie wurden für Krankenhäuser und ihre Einrichtung in der medizinischen Welt richtungsweisend. 1919 übergab Neuber die Klinik am Königsweg dem Kieler Anscharkrankenhaus, welches heute nach einem Umbau Sankt Elisabeth Krankenhaus heißt. Am Eingang erinnert eine Gedenktafel an Gustav Adolf Neuber, die 1950 aus Anlass seines 100. Geburtstages angebracht wurde. Seit 2011 erinnert weiterhin eine Büste vor dem Eingang des Krankenhauses an die Errungenschaften Neubers.
Dem Gaardener Krankenhaus blieb Neuber weiterhin treu. Hier wurden die Patienten dritter Klasse operiert und gepflegt. Täglich fuhr Neuber mit der Fähre über die Hörn, um dort Visite zu machen und an mehreren Tagen der Woche zu operieren. Die seit 1883 bestehende Krankenversicherungspflicht garantierte auch ausreichende Honorare.

## Ehrungen
Neuber nahm auch am kommunalen Leben der Stadt Kiel regen Anteil und war von 1889 bis 1900 Stadtverordneter. Während dieser Zeit widmete er sich vorwiegend Bebauungsplänen und der Einrichtung von Kleingärten. 1895 erhielt er den Titel Geheimer Sanitätsrat, 1901 wurde er Generalarzt der Kaiserlichen Marine. 1911 wurde Neuber in das Preußische Herrenhaus berufen.
Auf Betreiben von Esmarchs Nachfolger Wilhelm Anschütz wurde ihm zum 70. Geburtstag die Ehrendoktorwürde der Universität Kiel verliehen.
Die Deutsche Gesellschaft für Chirurgie ernannte Neuber 1923 zu ihrem Ehrenmitglied. Auch die Vereinigung Nordwestdeutscher Chirurgen ernannte ihn zum Ehrenmitglied.

## Mitgliedschaften
1843 wurde Neuber von Félix Édouard Guérin-Méneville als Mitglied Nummer 287 der Société Cuvierienne vorgestellt.